# Dương Thị Việt Anh
Dương Thị Việt Anh (Bạc Liêu, 30 dicembre 1990) è un'ex altista e multiplista vietnamita.

## Biografia
Dương debutta internazionalmente nel 2008, vincendo una medaglia di bronzo ai Campionati asiatici juniores di Giacarta. Dall'anno successivo compete alle maggiori competizioni asiatiche per il Vietnam, non solo nel salto in alto ma anche nelle prove multiple, succedendo soprattutto nei Giochi del Sud-est asiatico. Inoltre è stata la prima altista vietnamita a guadagnarsi di diritto la qualificazione ad un'edizione dei Giochi olimpici, prendendo parte a Londra 2012.

## Palmarès
| Anno | Manifestazione              | Sede         | Evento        | Risultato | Prestazione | Note             |
| ---- | --------------------------- | ------------ | ------------- | --------- | ----------- | ---------------- |
| 2008 | Campionati asiatici U20     | Giacarta     | Salto in alto | Bronzo    | 1,70 m      |                  |
| 2009 | Giochi del Sud-est asiatico | Vientiane    | Salto in alto | Bronzo    | 1,88 m      |                  |
| 2009 | Giochi del Sud-est asiatico | Vientiane    | Eptathlon     | 4ª        | 4657 p.     |                  |
| 2009 | Giochi asiatici indoor      | Hanoi        | Pentathlon    | 5ª        | 3547 p.     |                  |
| 2010 | Campionati asiatici indoor  | Teheran      | Salto in alto | 4ª        | 1,83 m      |                  |
| 2011 | Campionati asiatici         | Kōbe         | Eptathlon     | dnf       | dnf         |                  |
| 2011 | Giochi del Sud-est asiatico | Palembang    | Salto in alto | Oro       | 1,90 m      |                  |
| 2011 | Giochi del Sud-est asiatico | Palembang    | Eptathlon     | Bronzo    | 5196 p.     |                  |
| 2012 | Campionati asiatici indoor  | Hangzhou     | Salto in alto | Bronzo    | 1,84 m      |                  |
| 2012 | Campionati asiatici indoor  | Hangzhou     | Pentathlon    | Argento   | 3812 p.     | Record nazionale |
| 2012 | Giochi olimpici             | Londra       | Salto in alto | 29ª (q)   | 1,80 m      |                  |
| 2013 | Giochi del Sud-est asiatico | Naypyidaw    | Salto in alto | Oro       | 1,84 m      |                  |
| 2015 | Giochi del Sud-est asiatico | Singapore    | Salto in alto | 4ª        | 1,78 m      |                  |
| 2017 | Giochi del Sud-est asiatico | Kuala Lumpur | Salto in alto | Oro       | 1,83 m      |                  |
| 2017 | Giochi asiatici indoor      | Aşgabat      | Salto in alto | 5ª        | 1,75 m      |                  |
| 2018 | Giochi asiatici             | Giacarta     | Salto in alto | 6ª        | 1,80 m      |                  |
| 2019 | Giochi del Sud-est asiatico | Manila       | Salto in alto | 4ª        | 1,78 m      |                  |